# ンコラボナ
ンコラボナ（Nkolabona）は、ガボンウォレウ・ンテム州の都市。
ウォレウ・ンテム州の州都であるオイェムより南に位置し、ガボンの首都であるリーブルヴィルから見て、ほぼ東北東に位置する。
座標: 北緯1度14分 東経11度43分 / 北緯1.233度 東経11.717度